# Molophilus acutistylus
Molophilus acutistylus är en tvåvingeart som beskrevs av Alexander 1929. Molophilus acutistylus ingår i släktet Molophilus och familjen småharkrankar. Inga underarter finns listade i Catalogue of Life.